# Lauingen
Lauingen is een gemeente in de Duitse deelstaat Beieren, gelegen in het Landkreis Dillingen an der Donau. De stad telt 11.068 inwoners.
Lauingen is de geboortestad van de heilige Albertus Magnus.
Van 1944-1945 was de stad een annex van het concentratiekamp Dachau. Hier werkten 3000 gevangenen aan de fabricage van vliegtuigen voor Messerschmitt.

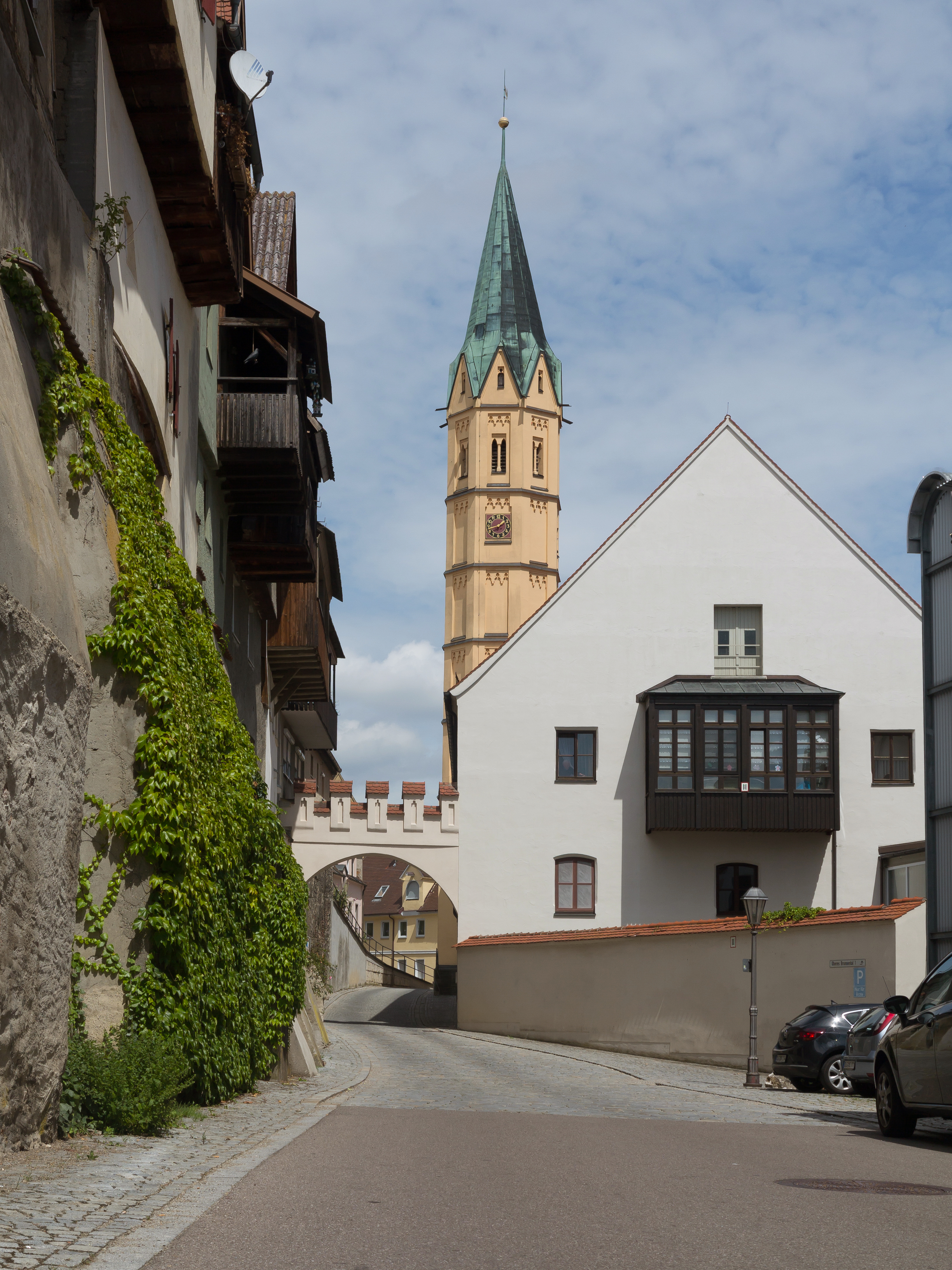
Kerk: Spitalkirche Sankt Alban

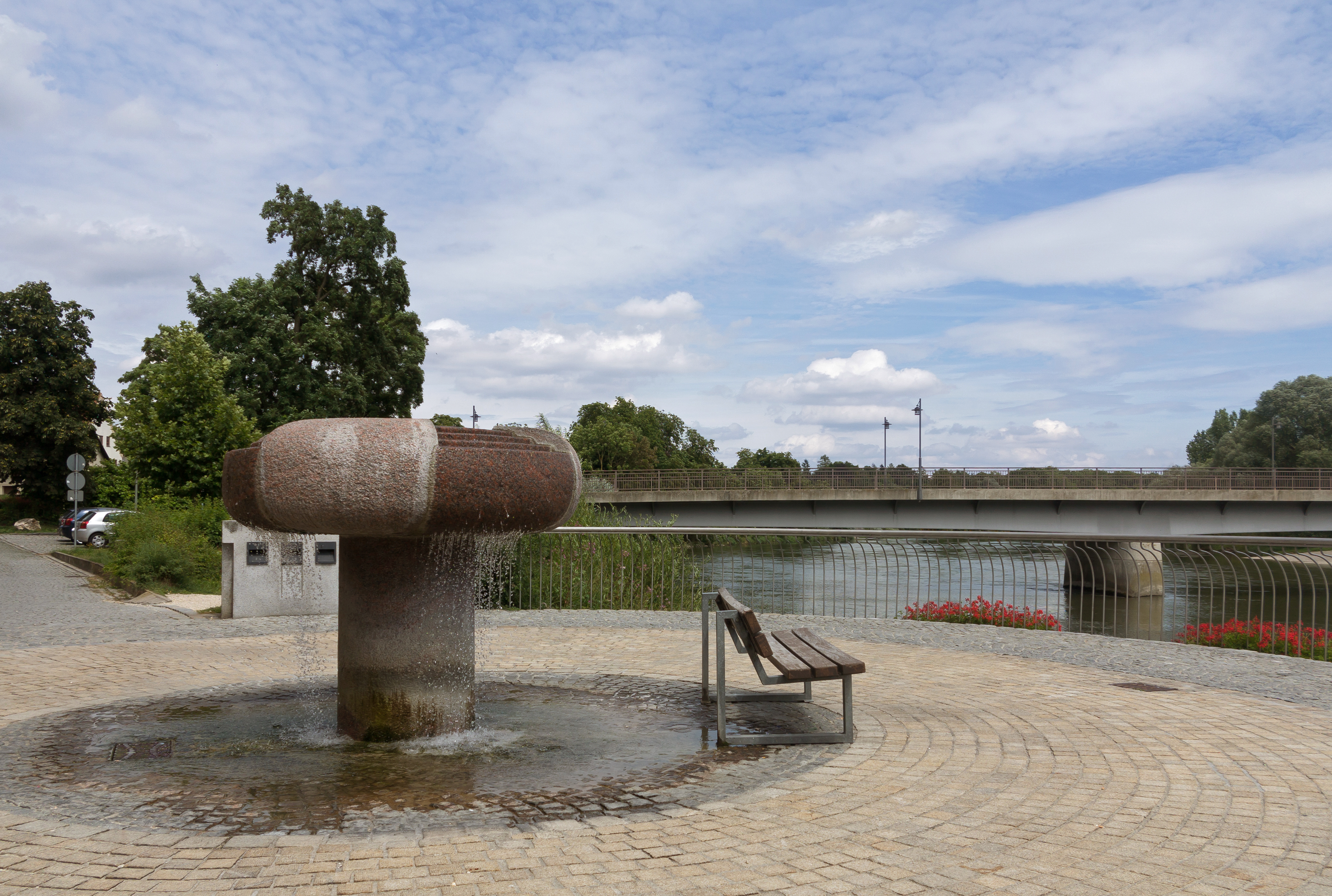
Skulptuur met brug over de Donau

## Geografie
Lauingen (Donau) heeft een oppervlakte van 44,39 km² en ligt in het zuiden van Duitsland.
Aislingen ·
Bachhagel ·
Bächingen an der Brenz ·
Binswangen ·
Bissingen ·
Blindheim ·
Buttenwiesen ·
Dillingen an der Donau ·
Finningen ·
Glött ·
Gundelfingen an der Donau ·
Haunsheim ·
Höchstädt an der Donau ·
Holzheim ·
Laugna ·
Lauingen (Donau) ·
Lutzingen ·
Medlingen ·
Mödingen ·
Schwenningen ·
Syrgenstein ·
Villenbach ·
Wertingen ·
Wittislingen ·
Ziertheim ·
Zöschingen ·
Zusamaltheim